# Homosexualität in Tschechien

Geografische Lage von Tschechien

Tschechien ist im Hinblick auf Homosexualität relativ liberal. 2006 wurde die Eingetragene Lebenspartnerschaft (registrované partnerství) für homosexuelle Paare eingeführt.
Historisch war es eines der wenigen Länder, die in den 1930er Jahren eine eigenständige organisierte Homosexuellenbewegung aufzuweisen hatte.

## Geschichte

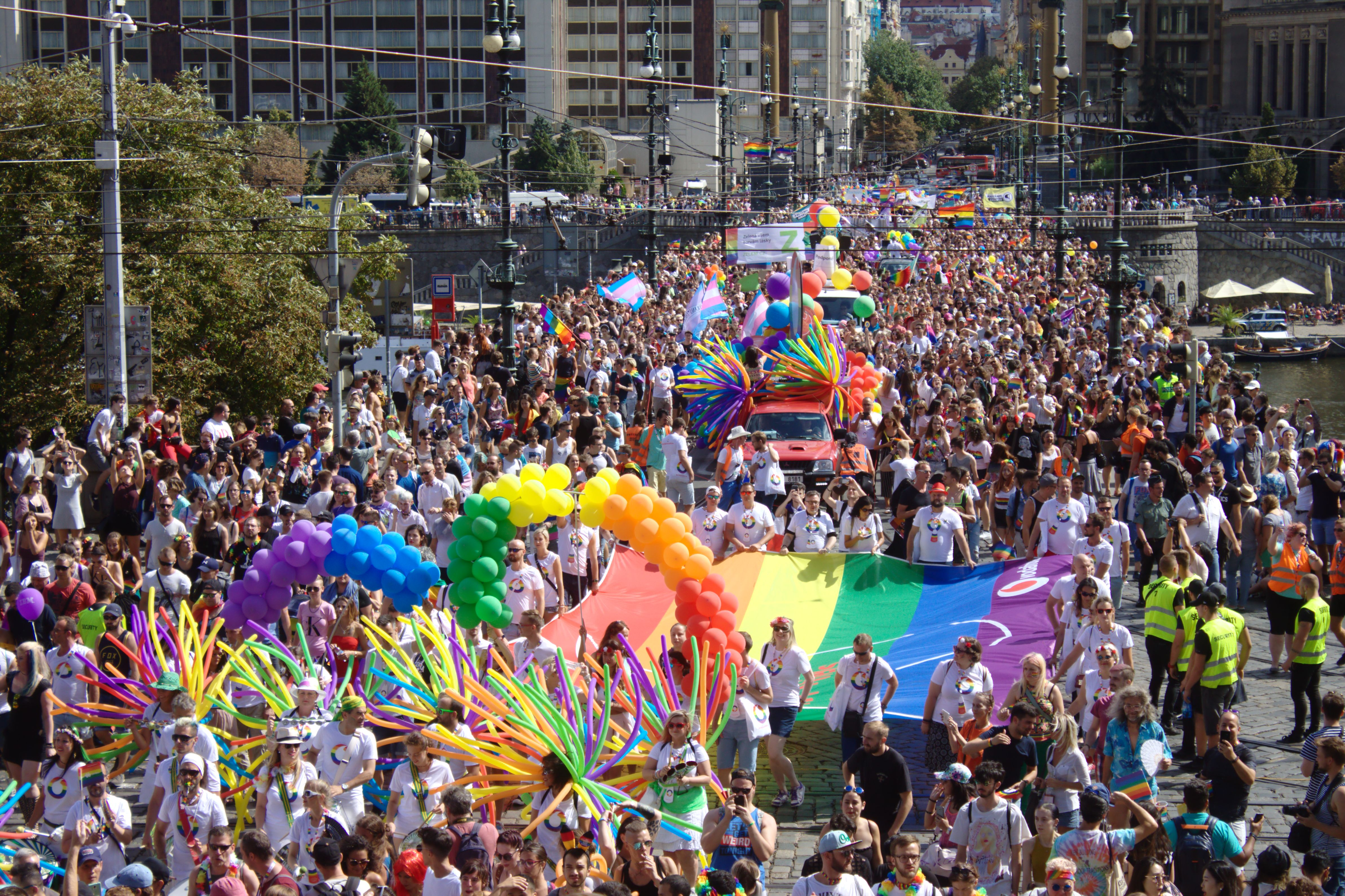
Prague Pride 2018

### Entwicklung in der Monarchie
Vor 1768 gab es in den Ländern der Böhmischen Krone keine einheitlichen Gesetze, und homosexuelle Handlungen wurden regional unterschiedlich behandelt, oft mit der Todesstrafe. Mit der Constitutio Criminalis Theresiana von 1768 wurden homosexuelle Handlungen im gesamten Habsburgerreich streng bestraft, meist mit dem Tod, es sei denn, es lagen mildernde Umstände vor.
Im Jahr 1787 wurde unter Kaiser Joseph II. das Josephinisches Strafgesetz eingeführt, das die Todesstrafe abschaffte. Homosexuelle Taten galten nun als Verwaltungsdelikte, die mit Gefängnis oder Zwangsarbeit geahndet wurden. Ab 1803 nahm das Gesetz den Begriff „Unzucht gegen die Natur“ auf, wobei homosexuelle Handlungen 1824 genauer definiert und mit Haftstrafen bis zu einem Jahr bestraft wurden.
Mit dem Strafgesetz 1852 galten homosexuelle Handlungen als „Unzucht gegen die Natur“. Verhängt wurden Haftstrafen von einem bis fünf Jahren, in besonders schweren Fällen bis zu 20 Jahren. Diese Regelungen nicht nur den sexuellen Verkehr, sondern auch andere homosexuelle Praktiken, wie gegenseitige Masturbation. Die Gesetze hatten stets männliche Homosexuelle im Fokus.

### 1918: Erste Tschechoslowkische Republik
Homosexualität war in der 1918 gegründeten Tschechoslowakei (ČSR) illegal. Geregelt wurde dies durch ein Strafgesetzbuch, welches aus 1852, also aus der Zeit der Monarchie Österreich-Ungarns stammte. In der Tschechoslowakei galt das Strafgesetzbuch 117/1852 vom 27.5.1852, trotz der 1918 ausgerufenen Unabhängigkeit von Österreich. § 130 regelte die Strafen bezüglich des § 129.
„§ 129. Zločiny smilstva
 I. Proti přírodě
 Jako zločiny trestají se též další způsoby smilstva: I. smilstvo proti přírodě, to jest: 
 [...]
 b) s osobami téhož pohlaví.'“
„§ 129 Unzuchtverbrechen

I. Gegen die Natur

Es werden auch andere Formen der Unzucht als Verbrechen bestraft: I. Unzucht gegen die Natur, das heißt: 

[...] 

b) mit Personen gleichen Geschlechts.“
„§ 130 Trest
 Trestem toho jest těžký žalář od jednoho až do pěti let. 
 Bylo-li však v případě pod lit. b) užito některého z prostředků v § 125 naznačených, uložiti se má trest od pěti až do deseti let, a je-li tu některá z okolností v § 126 obsažených, i trest tam stanovený.“
„§ 130 Strafe

Die Strafe dafür ist eine Freiheitsstrafe von einem bis zu fünf Jahren. 

Wurde jedoch im Fall von lit. b) eines der in § 125 genannten Mittel angewendet, ist eine Strafe von fünf bis zehn Jahren zu verhängen, und wenn eine der in § 126 genannten Umstände vorliegt, auch die dort vorgesehene Strafe.“
Die genannten §§ 125 und 126 betrafen Vergewaltigung.
Bereits in den 1930er Jahren hatte es in der damaligen Tschechoslowakei eine Homosexuellenbewegung gegeben, die insbesondere in Prag und Brünn aktiv war. Die Československá Liga pro sexuální reformu (Tschechoslowakische Liga für Sexualreform, CLSR) war ein aktiver Teil der Weltliga für Sexualreform, der fünfte und letzte Kongress der Weltliga fand vom 20. bis 26. November 1932 in Brünn statt.
Eine spezielle Homosexuellenorganisation war Osvětové a společenského sdružení Přátelství (Aufgeklärter Gesellschaftsverband „Freundschaft“, OSSP). Aus der tschechoslowakischen Bewegung heraus wurden mehrere Zeitschriften herausgegeben, so in Prag Hlas bzw. Novy hlas von 1931 bis 1937, Kamarád (1932 in Brno) und Hlas přírody (1938). Hauptziel der Bewegung war der Kampf gegen den § 129, der Homosexualität in der Tschechoslowakei kriminalisierte.

### 1938/39: Besetzung durch die Nazis
Mit dem Münchner Abkommen 1938 übernahm das Deutsche Reich die tschechoslowakischen Grenzregionen in den neuen Reichsgau Sudetenland. Als Teil des Deutschen Reichs galt hier nun der Paragraf § 175 des deutschen Strafgesetzbuches, welcher 1935 durch die Nazis verschärft wurde und mit Freiheitsstrafe, Zwangsarbeit oder Todesstrafe belegt wurde.
1939 marschierte die Wehrmacht in die Tschechoslowakei ein. Der slowakische Landesteil rief auf Druck des Deutschen Reichs einen eigenen Staat aus. Die Tschechoslowakei wurde aufgelöst und durch den NS-Staat das Protektorat Böhmen und Mähren als formal autonomes Gebiet gebildet, wo dennoch Berlin das Sagen hatte. Das vergleichsweise umgängliche Strafgesetz der Tschechoslowakei galt zunächst formal weiter, was aber keine Bedeutung hatte und keinen Schutz für Homosexuelle bot. Das deutsche Strafgesetzbuch wurde im Protektorat durchgesetzt, womit die Gestapo und die lokale Polizei nach § 175 des deutschen Strafgesetzbuches systematisch gegen Homosexuelle vorgingen.
Die Besatzungsbehörden verhafteten, verurteilten und deportierten Homosexuelle häufig in Konzentrationslager, wo sie besonders brutal behandelt und häufig ermordet wurden. Die Verfolgung war Teil der nationalsozialistischen Ideologie, die Homosexualität als Bedrohung für die „rassische Reinheit“ betrachtete. Nach dem Zweiten Weltkrieg erhielten die überlebenden Opfer keine Entschädigung. Über die Gewalt gegen Homosexuelle während des NS-Herrschaft wurde in der Tschechoslowakei nach 1945 geschwiegen.
Nach dem Ende der Protektoratsherrschaft und Einzug der tschechoslowakischen Regierung in Prag galt wieder das tschechoslowakische Strafgesetz von 1852 mit dem § 129.

### Ab 1948: Im totalitären Sozialismus der Tschechoslowakei
Nach dem Februarumsturz der Kommunisten im Jahr 1948 ersetzten sie die Verfassung von 1920 durch eine Verfassung noch in 1948. 1950 trat daraufhin ein neues Strafgesetzbuch mit dem § 241 (86/1950 Sb. Trestní zákon) in Kraft:
„§ 241. Pohlavní styk s osobou téhož pohlaví
 (1) Kdo se pohlavně stýká s osobou téhož pohlaví, bude potrestán odnětím svobody až na jeden rok. 
 (2) Odnětím svobody na jeden rok až pět let bude pachatel potrestán, dopustí-li se činu uvedeného v odstavci 1 
 a) s osobou mladší než osmnáct let, nebo 
 b) za úplatu. 
 (3) Kdo se nabídne k pohlavnímu styku s osobou téhož pohlaví za úplatu, bude potrestán odnětím svobody na šest měsíců až tři léta.'“
„§ 241. Geschlechtsverkehr mit einer Person gleichen Geschlechts

(1) Wer Geschlechtsverkehr mit einer Person gleichen Geschlechts hat, wird mit Freiheitsstrafe bis zu einem Jahr bestraft. 

(2) Mit Freiheitsstrafe von einem Jahr bis zu fünf Jahren wird der Täter bestraft, wenn er die in Absatz 1 genannte Tat begeht 

a) mit einer Person unter achtzehn Jahren, oder 

b) gegen Entgelt. 

(3) Wer sich zum Geschlechtsverkehr mit einer Person gleichen Geschlechts gegen Entgelt anbietet, wird mit Freiheitsstrafe von sechs Monaten bis zu drei Jahren bestraft.'“
Dieses Gesetz folgte inhaltlich dem Vorgänger aus 1852.
Gleichgeschlechtlicher Geschlechtsverkehr wurde zum 1. Januar 1962 durch das neue Strafgesetzbuch der Tschechoslowakei (ČSSR) formal entkriminalisiert. Im neuen Strafgesetzbuch 140/1961 Sb. regelte der § 244 einige homosexuelle Handlungen explizit. Diese rechtliche Veränderung bedeutete jedoch keine umfassende gesellschaftliche Akzeptanz oder Gleichstellung homosexueller Menschen. Trotz der Legalisierung blieb Homosexualität gesellschaftlich stigmatisiert und galt vielfach als abweichendes oder pathologisches Verhalten. Öffentliche Diskurse und Medienberichte vermieden das Thema weitgehend. Homosexuelle Menschen waren häufig mit Vorurteilen, Ausgrenzung und Diskriminierung konfrontiert. Einen rechtsstaatlichen Schutz bot die Abschaffung der Illegalität im totalitärem Regime des Sozialismus nicht.
Der Einfluss der Staatssicherheit (StB) führte zu einer zusätzlichen Dimension der Repression. Homosexuelle Personen wurden vom Geheimdienst StB als „politisch unzuverlässig“ eingestuft und überwacht. Dies hatte negative Auswirkungen auf ihre berufliche Laufbahn, soziale Stellung und persönliche Freiheit. In vielen Fällen wurde die sexuelle Orientierung als Argument genutzt, um Personen zu erpressen, zu kontrollieren oder gesellschaftlich zu isolieren. Somit stellte die Überwachung durch die StB eine bedeutende Quelle von Druck und Unsicherheit dar, die die gesellschaftliche Isolation und das Schweigen über Homosexualität weiter verstärkte.
Die soziale Realität für Homosexuelle in der ČSSR war daher trotz der Aufhebung der Strafbarkeit von Homosexualität von Unsicherheit, Diskriminierung und gesellschaftlicher Ablehnung geprägt. Es entstanden kaum öffentliche Räume für eine offene Identität oder politische Organisation. Viele homosexuelle Menschen führten ein verstecktes Leben, um sozialen und beruflichen Nachteilen zu entgehen.
Bemühungen um Veränderung begannen erst mit der Ausbreitung von HIV/AIDS Ende der 1980er Jahre, nachdem erste Fälle 1985 in der ČSSR dokumentiert waren. Es entstanden Meinungen, die zu mehr Akzeptanz und Integration von Schwulen und Lesben in die Gesellschaft aufriefen. 

### 1989/90: Samtene Revolution und neue Freiheiten
Weitere gesetzliche Fortschritte im Bereich der LGBT-Rechte wurden 1990 nach der Samtenen Revolution erzielt. Das Schutzalter für den einvernehmlichen Geschlechtsverkehr wurde für Homosexuelle auf 15 Jahre vereinheitlicht. Zudem wurde die Regelung zur Bestrafung von „öffentlichem Ärgernis durch homosexuelles Verhalten“ abgeschafft. Die Streitkräfte der Tschechischen Republik berücksichtigen die sexuelle Orientierung ihrer Soldaten nicht und steht somit offen für offen homosexuelle Personen. Homosexuelle Prostitution 1990 legalisiert.
In den Jahren 2006 bis 2009 wurden mehrere Menschen, die in Tschechien Asyl beantragt hatten, da sie in ihrem Heimatland aufgrund ihrer Homosexualität verfolgt wurden, einem Erektionstest, der sogenannten Phallometrie, unterzogen. Dabei wurde den Antragstellern pornografisches Material vorgeführt und die Durchblutung im Penis gemessen, um die angegebene Homosexualität zu verifizieren.
Die Grundrechteagentur der Europäischen Union (EU) verurteilte die Praxis nach Bekanntwerden als unvereinbar mit der EU-Menschenrechtscharta. Das tschechische Innenministerium gab daraufhin an, sie bereits nicht mehr anzuwenden.
2013 sollte der offen schwul lebende Literaturhistoriker Martin C. Putna zum Professor an der Karls-Universität berufen werden. Der tschechische Präsident Miloš Zeman lehnte es zunächst ab, ihn zum Professor zu ernennen, nachdem Putna bei der Prague Pride aufgetreten war. Er willigte später ein, nahm aber selbst nicht an der Ernennung teil.

## Antidiskriminierungsgesetze
Erste Antidiskriminierungsgesetzesänderungen fanden 1999 durch die Novellierung des Beschäftigungsgesetzes statt. Seit 2001 (Gesetz 273/2001 Sb.) wird die sexuelle Orientierung im Zuge der Umsetzung der Antidiskriminierungsvorschriften der Europäischen Union weitgehender geschützt.
Seit 2009 verbietet das umfassende Antidiskriminierungsgesetz Diskriminierung aufgrund der sexuellen Orientierung in den Bereichen Arbeit, Bildung, Wohnen sowie beim Zugang zu Waren und Dienstleistungen.
Das Antidiskriminierungsgesetz ist in Artikel 3 Absatz 1 der Charta der Grundrechte und Freiheiten enthalten. Dieser Artikel basiert auf Artikel 14 der Europäischen Menschenrechtskonvention, die für die Tschechische Republik als EU-Mitglied verbindlich ist. Diskriminierung aufgrund der sexuellen Orientierung ist auch im Recht der Europäischen Union gemäß Artikel 13 des Vertrags zur Gründung der Europäischen Gemeinschaft in der Fassung des Amsterdamer Vertrags von 1997 verboten.

## Anerkennung gleichgeschlechtlicher Partnerschaften
Seit dem 1. Juli 2006 können gleichgeschlechtliche Paare eine Eingetragene Lebenspartnerschaft eingehen. Das Gesetz Nr. 115/2006 Sb. wurde am 16. Dezember 2005 vom tschechischen Abgeordnetenhaus und am 26. Januar 2006 vom tschechischen Senat verabschiedet. Ein Veto des tschechischen Präsidenten Václav Klaus wurde vom tschechischen Abgeordnetenhaus am 15. März 2006 überstimmt. Im August 2011 fand in Prag die erste Pride-Parade für die Rechte homosexueller Paare statt.
Im Sommer 2016 gab die tschechische Regierung bekannt, Stiefkindadoptionen durch verpartnerte homosexuelle Paare ermöglichen zu wollen. Dies wurde allerdings erst im Februar 2024 für eingetragene Partnerschaften durch das Abgeordnetenhaus beschlossen. Hierbei wurde auch ein Anspruch auf Witwenrente für den hinterbliebenen Partner sowie die Einführung des Gemeinschaftseigentums in eingetragenen Partnerschaften beschlossen.
Seit Oktober 2022 sind in der Altkatholischen Kirche in Tschechien öffentliche Segnungsfeiern für homosexuelle Paare erlaubt. Seit Mai 2023 sind in der Evangelischen Kirche der Böhmischen Brüder öffentliche Segnungsfeiern für homosexuelle Paare erlaubt.
| Ehe (Manželství) | Eingetragene Partnerschaft (Registrované partnerství) |
| Symbolisch, emotional | Symbolisch, emotional |
| --- | --- |
| Eheleute | Eingetragene Partner |
| Die Ehe gilt als Grundpfeiler des Familienrechts. | Die eingetragene Partnerschaft ist ein administrativer Akt.                                                                                                  |
| Verlobte können an fast jedem Standesamt heiraten. | Eingetragene Partner konnten bis 2025 nur an 14 Behörden eine Partnerschaft eingehen. Seit 2025 an jedem Standesamt.                                         |
| Zwei Zeugen | Keine Zeugen |
| Die Erklärung erfolgt vor dem Bürgermeister, dem stellvertretenden Bürgermeister oder einem beauftragten Mitglied des Gemeinderats, im Fall einer kirchlichen Hochzeit vor einem Priester oder einer anderen beauftragten Person. | Nur vor einem Standesbeamten |
| Durch die Ehe erhalten werden die Eheleute Verwandte und dürfen vor Gericht eine Aussage gegen den Ehepartner oder andere Verwandte (Schwiegereltern) verweigern. | Seit 2025 angeglichen |
| Praktisch | |
| Zwei Tage arbeitsfrei für die Hochzeit (Arbeitsrecht) | Kein Anspruch |
| Es entsteht automatisch das gemeinsame Vermögen der Eheleute. Dessen Existenz erleichtert das Leben der Eheleute, da sie nicht für alles eine Vollmacht erteilen müssen. Außerdem bedeutet es, dass der eine Ehepartner beim Erbe einen größeren Anteil erhalten kann als der eingetragene Partner. Das gemeinsame Vermögen ist auch steuerlich vorteilhafter. | Kein geteiltes Vermögen. Partner sind nur Miteigentümer bei gemeinsamen Anschaffungen. Es gibt keine Regelung zur Aufteilung des Vermögens im Trennungsfall. |
| Bei der Heirat können die Verlobten den gemeinsamen Nachnamen wählen. | Kann nach der Registrierung der Partnerschaft beantragt werden.                                                                                              |
| Anspruch auf Witwen- oder Witwerrente | Seit 2025 möglich |
| Nach dem Tod des Ehepartners gehen verschiedene Leistungen (Rente, Krankengeld usw.) auf den überlebenden Ehepartner über. | Seit 2025 möglich |
| Kinder haben Anspruch auf Waisenrente nach ihrem Elternteil. | Kinder haben keinen Anspruch auf Waisenrente in Bezug auf den Partner, der nicht der leibliche Elternteil ist.                                               |
| Im Verhältnis zu Kindern | |
| Der Ehemann kann das Kind des anderen Ehepartners adoptieren (z. B. aus einer früheren Beziehung). | Nicht möglich. |
| Sie können gemeinsam ein Kind aus einem Heim adoptieren. | Nicht möglich. |
| Sie können gemeinsam Pflegeeltern sein. | Nicht möglich. |
| Eine Voraussetzung für die Scheidung ist eine Regelung der Beziehung zu den Kindern. | Keine Regelung. Der Partner, der nicht der leibliche Elternteil ist, hat nicht automatisch das Recht, die Kinder weiterhin zu sehen.                         |

## Gesellschaftliche Situation

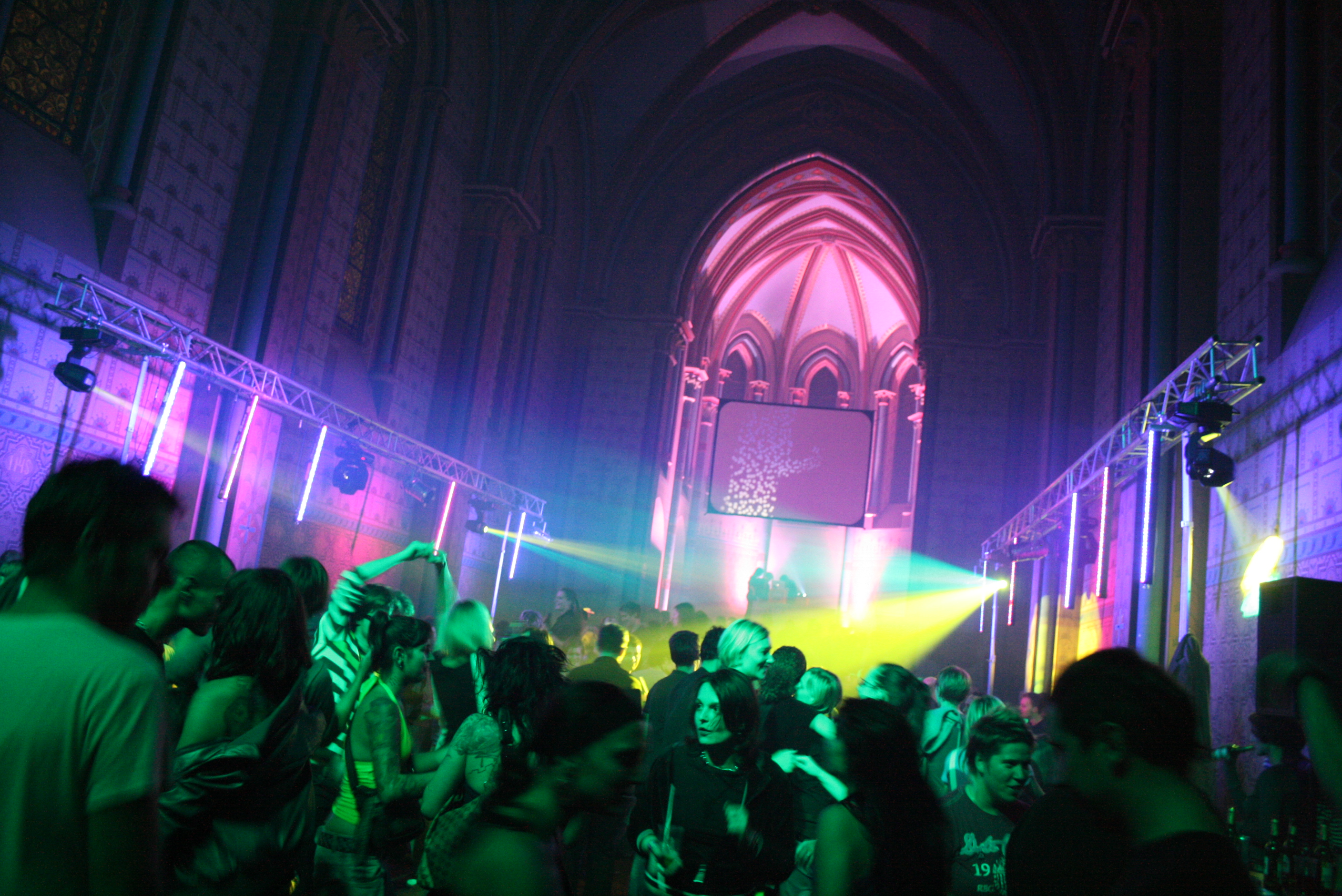
Homolution-Party

Eine Eurobarometer-Umfrage in allen Mitgliedstaaten der Europäischen Union vom Dezember 2006 zeigte, dass Tschechien zu den aufgeschlossenen Ländern der EU gegenüber den Rechten von Schwulen und Lesben gehört. 52 Prozent der Tschechen befürworten die gleichgeschlechtliche Ehe. Eine homosexuelle Gemeinschaft findet sich vorrangig in der Hauptstadt Prag. Dort findet seit 2011 jährlich die Pride-Parade Prague Pride statt. In Brünn wurde im Jahr 2000 das queere Filmfestival Mezipatra gegründet; in den darauffolgenden Jahren entstanden auch in weiteren tschechischen Städten Ableger.
Die folgende Tabelle wurde anhand einer Umfrage des Centrum pro výzkum veřejného mínění (CVVM, Zentrum für die Erforschung der öffentlichen Meinung, Prag) des Soziologischen Instituts der Akademie der Wissenschaften der Tschechischen Republik erstellt.
|                                    | 2005 | 2005 | 2007 | 2007 | 2009 | 2009 | 2011 | 2011 | 2013 | 2013 | 2015 | 2015 | 2017 | 2017 | 2019 | 2019 |
| ja                                 | nein | ja   | nein | ja   | nein | ja   | nein | ja   | nein | ja   | nein | ja   | nein | ja   | nein |      |
| ---------------------------------- | ---- | ---- | ---- | ---- | ---- | ---- | ---- | ---- | ---- | ---- | ---- | ---- | ---- | ---- | ---- | ---- |
| Registrierte Partnerschaft         | 61 % | 30 % | 69 % | 24 % | 73 % | 23 % | 72 % | 23 % | 72 % | 23 % | 74 % | 22 % | 76 % | 19 % | 75 % | 20 % |
| Ehe                                | 38 % | 51 % | 36 % | 57 % | 47 % | 46 % | 45 % | 48 % | 51 % | 44 % | 49 % | 47 % | 52 % | 41 % | 47 % | 48 % |
| Adoptionsrecht (uneigener)1 Kinder | 19 % | 70 % | 22 % | 67 % | 27 % | 63 % | 33 % | 59 % | 34 % | 57 % | 44 % | 49 % | 51 % | 40 % | 47 % | 47 % |

1 Seit 2013 wird zwischen der Adoption der Kinder des Partners und der Adoption von Kindern aus der institutionellen Fürsorge unterschieden